# Gabriele Veneziano
Gabriele Veneziano, italijanski fizik, *  7. september 1942, Firence, Italija.
Veneziano je največ deloval na področju teoretične fizike.

## Življenje
Obiskoval je visoko šolo »Leonardo da Vinci« v Firencah. Na Univerzi v Firencah je študiral fiziko. Pozneje je študiral še na Weizmanovem inštitutu v Rehovotu v Izraelu, kjer je tudi doktoriral. Med letoma 1968 in 1972 je delal na MIT in v CERNu, kjer je vodil delo povezano s teorijo superstrun.
Sedaj je zaposlen kot profesor na raziskovalni in šolski ustanovi Francoskem kolegiju (Collège de France) v Parizu.

## Delo
Veneziano velja za očeta teorije superstrun.

## Priznanja

### Nagrade
Prejel je večje število različnih nagrad. Med njimi so najpomembnejše:
- Pomerančukovo nagrado (1999)
- zlato medaljo Republike Italije za zasluge (2000)
- Heinemanovo nagrado za matematično fiziko (2004)
- nagrado Enrica Fermija (2005)
- medaljo Alberta Einsteina (2006)
- medaljo Oskarja Kleina (2007)
- nagrado Jamesa Joyca (2009)